# Samya Masnaoui
Samya Masnaoui (en arabe : سامية المسناوي), née le 16 septembre 2005 à Utrecht aux Pays-Bas, est une footballeuse internationale marocaine jouant au poste de milieu de terrain.

## Carrière en club

### Débuts
Samya Masnaoui naît le 16 septembre 2005 à Utrecht au sein d'une famille marocaine. Elle commence le football au VV Jonathan (nl), un club amateur masculin situé dans sa ville à Zeist (Utrecht).
Lors du mercato estival de 2020, elle quitte le vv Jonathan pour intégrer le centre de formation de l'Ajax Amsterdam. En août 2022, elle est diplômée du collège De Toekomst à Amsterdam.

### Expérience en Italie (2024-)
N'ayant évolué que dans son pays natal jusqu'ici, Samya Masnaoui s'exporte en Italie juste après avoir disputé la Coupe du monde des moins de 20 ans en Colombie. Elle s'engage avec Parme dont l'équipe première évolue en Serie B. Elle évolue d'abord avec l'équipe réserve dite Primavera.

#### Prêt au KVC Westerlo (2025- )
Après avoir évolué une saison avec les espoirs de Parme, Samya Masnaoui est prêté en Belgique au KVC Wersterlo.

## Carrière internationale

### Entre les Pays-Bas et le Maroc (2020-2022)
Possédant la double nationalité néerlandaise et marocaine, elle peut prétendre à l'une des sélections entre les Pays-Bas et le Maroc. Elle reçoit en 2020 une convocation avec l'équipe des Pays-Bas -16 ans. Plus tard, dans l'année, le 8 septembre 2020, elle participe à un match amical face à la Belgique -17 ans.

### Maroc -17 ans: Qualification historique en Coupe du monde (2022)
Elle reçoit une première convocation en équipe du Maroc -17 ans pour disputer le dernier tour des qualifications à la Coupe du monde 2022 face au Ghana. Battues 2-0 au match aller à Accra, les Marocaines sont parvenus à remonter le score au match retour à Rabat le 4 juin 2022 grâce notamment à un but de Samya Masnaoui qui a démarré le match en tant que titulaire. À l'issue du temps réglementaire, les deux équipes sont à égalité au score cumulé (2-2) et disputent la séance de tirs au but qui voit les Marocaines s'imposer (4-2). Ainsi le Maroc se qualifie pour la première fois pour une Coupe du monde féminine de la catégorie de moins de 17 ans.
Le 29 septembre 2022 est annoncée la liste des joueuses retenues pour ladite Coupe du monde en Inde et Samya Masnaoui figure parmi les sélectionnées. Durant ce Mondial, elle porte le numéro 9,,. Lors du deuxième match de poule, le 15 octobre 2022 face à l'Inde, elle délivre une passe décisive à la capitaine Yasmine Zouhir,.

### Maroc -20 ans
Samya Masnaoui est sélectionnée par Anthony Rimasson pour participer au Tournoi de l'UNAF des -20 ans en mars 2023. Tournoi que le Maroc remporte en faisant match nul contre l'Algérie (1-1) et en signant deux succès face à la Tunisie et l'Égypte (1-0).
Anthony Rimasson fait de nouveau appel à ses services pour une double confrontation en mai 2023 contre le Sénégal à Thiès. Le Maroc s'incline lors des deux matchs (2-0 et 2-1). Elle ne dispute que la première rencontre. Titulaire, elle sort sur blessure à la 54e minute.
Durant le mois d'octobre 2023, le Maroc fait son entrée en lice pour les qualifications de la Coupe du monde 2024 et affronte le Burkina Faso en match aller-retour à El Jadida. Le Maroc remporte la première rencontre (4-0) tandis que le match retour se termine sur un nul (1-1). Convoquée, Samya Masnaoui dispute le deuxième match en tant que titulaire.
Le 18 novembre 2023 à l'occasion du match retour du 2e tour face à la Guinée, elle inscrit un des buts marocains dans une rencontre qui se termine par un score de 2-0.
Vient alors le 4e et dernier tour qui voit la sélection être opposée à l'Éthiopie. Après une victoire 2-0 au match aller le 13 janvier 2024 à El Jadida, le Maroc parvient à se qualifier à la phase finale pour la première fois de l'histoire de la sélection, malgré la défaite (1-0) au match retour à Addis-Abeba. Samya Masnaoui ne dispute que le match aller,.

### Équipe du Maroc
En février 2023, elle reçoit sa première convocation en équipe première du Maroc,. Elle prend part au stage suivant qui a lieu en février à Antalya (Turquie) où la sélection affronte la Slovaquie et la Bosnie-Herzégovine. Le 21 février 2023, elle fait ses débuts avec l'équipe du Maroc (à 17 ans 5 mois et 5 jours) à l'occasion d'un match amical face à la Bosnie-Herzégovine en entrant en jeu à la 90e minute à la place de Ghizlane Chebbak (victoire, 2-0).

### Équipe du Maroc B
Durant le mois d'avril 2025, elle est convoquée par Miguel Angel Sopuerta pour disputer un match amical contre l'équipe de Tunisie.

## Statistiques

### En sélection
Le tableau suivant recense les matchs avec l'équipe du Maroc auxquels Samya Masnaoui a participé :